# Dollar de Singapour
Pour les articles homonymes, voir dollar.
Le dollar de Singapour ou dollar singapourien est la devise officielle de Singapour. Son code ISO est SGD, mais il est généralement désigné par le symbole $, voire par S$ pour le différencier des devises libellées en dollar. Il peut parfois être nommé Sing dollar ou Sing dol (pour Singapore dollar). Il est divisé en 100 cents.

## Historique
Entre 1845 et 1939, Singapour utilisait le Straits dollar (ou « dollar des établissements des détroits »), puis le Malayan dollar (ou dollar malais, 1939-1953) et enfin le Malaya and British Borneo dollar (ou « dollar de Malaisie et du Bornéo britannique) » émis par le Conseil des commissaires de la monnaie de Malaisie et du Bornéo britannique (Board of Commissioners of Currency, Malaya and British Borneo) de 1953 à 1957.
Singapour continua à utiliser une monnaie commune lors de la formation de la fédération de Malaisie indépendante (1957-1963) puis de la nouvelle fédération de Malaisie (1963-1965) avant d'en être expulsé et de devenir indépendant à son tour en 1965, provoquant la dissolution de l'union monétaire liant le Brunei, la Malaisie et Singapour.
Le 7 avril 1967, Singapour établit le Conseil des commissaires de la monnaie de Singapour (Board of Commissioners of Currency, Singapore) et émit ses premières pièces et billets. Néanmoins le dollar de Singapour conserva un taux de parité avec le ringgit malaisien jusqu'en 1973 et demeure interchangeable avec le dollar de Brunei.
À l'origine, le dollar de Singapour était rattaché à la livre sterling avec un taux de 60 dollars pour 7 livres. Cela fut effectif jusqu'à la dissolution de la zone sterling au début des années 1970, le dollar de Singapour se liant brièvement au dollar américain. Alors que l'économie et le commerce extérieur de Singapour florissaient, les autorités rattachèrent la monnaie à un panier fixe et tenu secret de devises pondérées par les échanges commerciaux de 1973 à 1985.
Depuis 1985, Singapour adopte un régime de change plus sensible aux marchés, qualifié de « couloir de surveillance » (Monitoring Band), dans lequel le dollar singapourien peut flotter entre des seuils de parité tenus secrets et surveillés étroitement par l'autorité monétaire de Singapour (Monetary Authority of Singapore) vis-à-vis d'un panier de devises des principaux partenaires ou concurrents commerciaux de la cité-État. Cela permet théoriquement au gouvernement singapourien d'avoir un plus grand contrôle sur l'inflation ainsi que de garantir la compétitivité des produits singapouriens à l'exportation. Toute la monnaie fiduciaire en circulation est intégralement soutenue par des actifs internationaux pour maintenir la confiance. En mai 2011, les réserves officielles étaient de plus de 230 milliards de dollars américains.
Avant 1970, les différentes fonctions de la banque centrale étaient assurées par plusieurs agences du gouvernement. Alors que Singapour évoluait, la demande pour un environnement bancaire et monétaire plus élaboré nécessita la mise à plat de ces fonctions afin de permettre le développement d'une politique plus cohérente et dynamique concernant les affaires monétaires. Il en résulta le vote d'une loi par le parlement en 1970 qui établit l'autorité monétaire de Singapour (MAS) au 1er janvier 1971 et la dota des pouvoirs nécessaires pour réguler tous les aspects monétaires, bancaires et financiers de Singapour. Le 31 mars 2003, le Board of Commissioners of Currency Singapore fusionna avec l'autorité monétaire de Singapour qui reprit à son compte l'émission des billets.

## Pièces
Cinq pièces sont en circulation : 1 dollar et 50, 20, 10 et 5 cents. Le côté pile de chaque pièce représente les armoiries de Singapour ainsi que le mot "Singapour" dans les quatre langues officielles du pays (en anglais Singapore, en mandarin 新加坡, en malais Singapura, en tamoul சிங்கப்பூர்) alors que le côté revers affiche la valeur fiduciaire ainsi qu'une fleur ou plante tropicale. Les pièces de 1 et 5 cents ne sont plus frappées alors que les pièces de 1 cent sont très rarement utilisées (les prix du commerce étant arrondis aux 5 centimes les plus proches).
| Valeur | Dimensions      | Composition    | Revers                     |
| ------ | --------------- | -------------- | -------------------------- |
| 0,01 $ | 15,90 × 1,10 mm | laiton         | Papilionanthe Miss Joaquim |
| 0,05 $ | 16,75 × 1,22 mm | cuproaluminium | Monstera deliciosa         |
| 0,10 $ | 18,50 × 1,38 mm | cupronickel    | Jasmin d'hiver             |
| 0,20 $ | 21,36 × 1,72 mm | cupronickel    | Calliandra surinamensis    |
| 0,50 $ | 24,66 × 2,06 mm | cupronickel    | Allamanda cathartica       |
| 1,00 $ | 22,40 × 2,40 mm | cuproaluminium | Pervenche de Madagascar    |

Le 21 février 2013, l'autorité monétaire de Singapour annonce la mise en circulation d'une nouvelle série de pièces représentant les symboles ou monuments représentant Singapour à partir du 25 juin 2013. Les nouvelles pièces présentent de nouvelles marques les rendant plus difficiles à être contrefaites ainsi que de nouveaux dessins. Ainsi, la pièce de un dollar représente le Merlion, la pièce de cinquante cents représente le port de Singapour, la pièce de vingt cents figure l'aéroport de Changi, la pièce de dix cents montre les logements sociaux développés par le HDB et enfin la pièce de cinq cents représente le centre culturel dit de l'Esplanade (en).
| Valeur | Dimensions      | Composition                                          | Revers                                  |
| ------ | --------------- | ---------------------------------------------------- | --------------------------------------- |
| 0,05 $ | 16,75 × 1,22 mm | cuproaluminium                                       | Esplanade (en)                          |
| 0,10 $ | 18,50 × 1,38 mm | cupronickel                                          | Logements sociaux                       |
| 0,20 $ | 21,00 × 1,72 mm | cupronickel                                          | Aéroport de Changi                      |
| 0,50 $ | 23,00 × 2,45 mm | cupronickel                                          | Port de Singapour                       |
| 1,00 $ | 24,65 × 2,50 mm | Extérieur en maillechort et intérieur en cupronickel | Merlion et une micro gravure d'orchidée |

## Billets
La valeur des billets actuellement en circulation s'échelonne de 1 à 10 000 dollars. Les billets d’un dollar ne sont plus produits et sont devenus assez rares. La série actuelle (portraits) est caractérisée par le portrait de Yusuf Ishak sur le côté face de chaque billet.
| Valeur | Dimensions  | Couleur dominante | Verso        |
| ------ | ----------- | ----------------- | ------------ |
| 2 $    | 126 × 63 mm | Violet            | Éducation    |
| 5 $    | 133 × 66 mm | Vert              | Jardins      |
| 10 $   | 141 × 69 mm | Rouge             | Sports       |
| 50 $   | 156 × 74 mm | Bleu cobalt       | Arts         |
| 100 $  | 162 × 77 mm | Orange            | Jeunesse     |
| 1000 $ | 170 × 83 mm | Tanné, Violet     | Gouvernement |
| 10000$ | 180 × 90 mm | Or                | Économie     |

Depuis le 4 mai 2004, les autorités monétaires de Singapour ont émis des billets en polypropylène de dix, deux (2006) et cinq (2007) dollars, toujours dans la même série. Ces billets sont non poreux, non fibreux et comportent chacun deux zones transparentes où sont inscrits l'emblème du pays et la valeur du billet.

## Divers
- Le billet de 10 000 dollars présente sur le marché des changes, avec son équivalent en dollars de Brunei, la somme la plus élevée au monde[4].
- La pièce de 1 dollar est conçue de manière à ressembler à un bāguà, symbole traditionnel chinois.